# Colonia Tovar
Colonia Tovar ist eine über 21.000 Einwohner (2016) zählende Gemeinde, etwa 70 km westlich von Caracas in Venezuela im Bundesstaat Aragua. Der größte Teil der Bevölkerung sind Nachfahren deutscher Einwanderer vom Kaiserstuhl.

## Geographische Lage
Colonia Tovar liegt in der Küstenkordillere westlich von Caracas in 1800 bis 2000 Meter Höhe.

### Nachbargemeinden
- El Junquito
- La Victoria
- Maracay

## Klima
Tropisch, kühler Regenwald, mittlere Jahrestemperatur von 16 °C.

## Geschichte
1843 wanderten 358 Bürger aus der Gegend des Kaiserstuhls über Le Havre nach Venezuela aus, vornehmlich aus Endingen am Kaiserstuhl, Forchheim, Wyhl, Wasenweiler und Oberbergen. Dort wurden sie nach einigen Wirren an ihrem heutigen Ort angesiedelt. Die Bauern pflanzten Gemüse und Obst an und brauten auch das erste Bier Venezuelas; sie bauten ihre Häuser im Fachwerkstil. Die Dorfgemeinschaft blieb bis 1942 mit eigenen Gesetzen unter sich und geriet nach und nach in Vergessenheit.
Erst nach dem Bau einer Asphaltstraße 1964 hielt die Moderne Einzug in Colonia Tovar. In den 1960er Jahren nahmen die Einwohner der Colonia Tovar, die bis heute ihre Sprache im alemannischen Dialekt (Kaiserstühler Dialekt) und ihre Traditionen bis hin zur alemannischen Fastnacht (Fasnet) pflegen, wieder engen Kontakt zu ihrer badischen Heimat auf. So kommt es, dass viele Nachfahren ihre Ausbildung in Deutschland machten. Das Dorf ist heute eine beliebte Touristenattraktion und Wochenendausflugsziel für die Einwohner von Caracas.
Am 18. und 19. Mai 2017 kam es im Rahmen der Proteste gegen die Maduro-Regierung zu schweren Ausschreitungen, woraufhin die Kolonie vom Militär besetzt wurde. Kurz darauf besuchte der gerade im Lande weilende deutsche Bundestagsabgeordnete Charles M. Huber den Ort, um die Bevölkerung dort zu unterstützen und zur Beruhigung der Lage beizutragen.

## Kultur

### Sprache
Die alemannische Sprache Alemán Coloniero wird von der älteren Generation noch durchweg gesprochen. Die jüngste Generation beherrscht die Sprache aber kaum noch, da sich die Nachfahren der Einwanderer seit einigen Jahrzehnten mehr und mehr mit der Spanisch sprechenden venezolanischen Bevölkerung vermischen. Aber auch die Sprachattitüde hat sich geändert. Heute ist das „Ditsch“ den Jugendlichen und Kindern peinlich, sie wollen in der Schule nicht gehänselt werden. Doch für die Tovarer ist der Dialekt ein wertvolles Kulturgut, so dass sie alles in ihrer Macht Stehende tun, um ihn zu erhalten. Der enge Kontakt mit der Partnerstadt Endingen am Kaiserstuhl, zu dem auch die Ausbildung der Tovarer in verschiedenen Berufen gehört, fördert den Sprach- und somit den Kulturerhalt.

### Museen
Historisches und kunsthandwerkliches Museum.

### Regelmäßige Veranstaltungen
- 8. April: Gründungstag der Kolonie
- 11. November: Tag des Schutzpatrons, des Heiligen Martin

### Alemannische Fastnacht
Sie haben noch die gleichen Fastnachtssprüche und die gleiche Fastnachtskleidung (Jokili) wie in Endingen.

### Kulinarische Spezialitäten
Es wird die traditionelle alemannische Hausmannskost serviert: Blutwurst, Eisbein, Schäufele, Sauerkraut, Kartoffeln, verschiedene Bratwürste, dazu kräftiges „Tovar“-Bier.